# Sufjan
Sufjan (ar. سفيان, fr. Sefiane) – miasto w północnej Algierii, w prowincji Batina.